# Clematis delavayi
Clematis delavayi är en ranunkelväxtart som beskrevs av Adrien René Franchet. Clematis delavayi ingår i släktet klematisar, och familjen ranunkelväxter.

## Underarter
Arten delas in i följande underarter:
- C. d. ex
- C. d. calvescens
- C. d. limprichitii